# Sagittario (torpilleur)
Pour les articles homonymes, voir Sagittario.
Le Sagittario (fanion « SG ») était un torpilleur italien de la classe Spica - type Perseo lancé en 1936 pour la Marine royale italienne (en italien : Regia Marina). 

## Conception et description
Les torpilleurs de la classe Spica devaient répondre au traité naval de Londres qui ne  limitait pas le nombre de navires dont le déplacement standard était inférieur à 600 tonnes. Hormis les 2 prototypes, 3 autres types ont été construits : Alcione, Climene et Perseo. Ils avaient une longueur totale de 81,42 à 83,5 mètres, une largeur de 7,92 à 8,20 mètres et un tirant d'eau de 2,55 à 3,09 mètres. Ils déplaçaient 652 à 808 tonnes à charge normale, et 975 à 1 200 tonnes à pleine charge. Leur effectif était de 6 à 9 officiers et de 110 sous-officiers et marins
Les Spica étaient propulsés par deux turbines à vapeur à engrenages Parsons , chacune entraînant un arbre d'hélice et utilisant la vapeur fournie par deux chaudières Yarrow. La puissance nominale des turbines était de 19 000 chevaux-vapeur (14 000 kW) pour une vitesse de 33 nœuds (61 km/h) en service, bien que les navires aient atteint des vitesses supérieures à 34 nœuds (62,97 km/h) lors de leurs essais en mer alors qu'ils étaient légèrement chargés. Ils avaient une autonomie de 1 910 milles nautiques (3 540 km) à une vitesse de 15 nœuds (27,7 km/h)
Leur batterie principale était composée de 3 canons 100/47 OTO Model 1937. La défense antiaérienne (AA) des navires de la classe Spica était assurée par 4 mitrailleuses jumelées Breda Model 1931 de 13,2 millimètres. Ils étaient équipés de 2 tubes lance-torpilles de 450 millimètres (21 pouces) dans deux supports jumelés au milieu du navire.  Les Spica étaient également équipés de  2 lanceurs de charges de profondeur et d'un équipement pour le transport et la pose de 20 mines.

## Construction et mise en service
Le Sagittario est construit par le chantier naval Cantieri del Quarnaro à Fiume en Croatie, et mis sur cale le 14 novembre 1935. Il est lancé le 21 juin 1936 et est achevé et mis en service le 8 août 1936. Il est commissionné le même jour dans la Regia Marina.

## Histoire de service
Après avoir passé la période d'entraînement initial dans les eaux de Pula, le torpilleur Sagittario est affecté en 1937 à la base de Trapani
En 1937, l'unité prend également  part à la guerre civile espagnole, en luttant contre la contrebande de fournitures pour les troupes républicaines espagnoles.

### 1940
Lors de l'entrée de l'Italie dans la Seconde Guerre mondiale, le Sagittario fait partie du Xe escadron de torpilleurs basé à La Spezia, formé avec les navires-jumeaux (sister ships) Vega, Sirio et Perseo. Au moment de la déclaration, le navire est en service à l'arsenal de La Spezia. Une fois remis en service, il est affecté à des missions d'escorte, d'abord entre la Libye et la Sicile (ainsi qu'à la pose de mines dans le canal de Sicile), puis dans la mer Égée. Au printemps 1943, il participe à l'évacuation des troupes italiennes de Tunisie, qui est proche de la chute. Au total, de juin 1940 à septembre 1943, le navire a effectué 170 missions de guerre (139 escortes, 11 recherches et anti-sous-marines, 20 autres),.
Les 11-12 octobre 1940, le torpilleur escorte les navires à vapeur Tembien et Zena de Trapani à Tripoli.
Le 15 novembre à 5h30, le Sagittario quitte Tripoli et escorte jusqu'à Palerme un convoi composé des navires à moteur Tergestea et Bainsizza et du vapeur Castelverde.
Le 27 novembre 1940, à 17 heures, le torpilleur quitte Trapani avec ses navires-jumeaux Alcione, Sirio et Vega pour une patrouille de nuit dans le canal de Sicile, alors que l'opération britannique "Collar" (qui aboutira plus tard à la bataille du cap Teulada) est en cours, avec le gros de la Mediterranean Fleet (flotte méditerranéenne britannique) en mer,. Cependant, des quatre navires, seul le Sirio, à 00h33 le 28, effectue une attaque à la torpille infructueuse contre les navires britanniques, tandis que le Sagittario , bien qu'ayant repéré les unités ennemies à 23h24, préfère ne pas attaquer.

### 1941
Dans la nuit du 7 au 8 janvier 1941, le Sagittario et le Vega, ainsi que les destroyers Vivaldi, da Noli, Tarigo et Malocello, participent à la pose de champs de mines "X 2" et "X 3" (180 mines chacun) dans les eaux au nord du cap Bon.
Du 28 au 30 mars, le Sagittario, le Circe et le Alcione sont envoyés, avec deux vedettes-torpilleurs MAS (Motoscafo Armato Silurante), au secours du vapeur allemand Ruhr, torpillé par le sous-marin britannique HMS Utmost (N19) alors qu'il naviguait en convoi vers la Libye et pris en remorque par le destroyer Dardo, et l'escorte jusqu'à Tripoli avec un autre vapeur torpillé plus tard, le Galilea (les deux navires ont pu être sauvés).
À une heure de l'après-midi du 20 mai 1941, pendant la bataille de Crète, le Sagittario, commandé par le lieutenant de vaisseau (tenente di vascello) Giuseppe Cigala Fulgosi, quitte Le Pirée pour escorter vers la Crète un convoi de 38 caïques et vapeurs chargés de troupes allemandes (4 000 Gebirgsjäger de la 5. Gebirgs-Division (5e division de montagne)), dont le petit navire-hôpital Brigitte, qui aurait dû débarquer sur l'île,. À 13h51, le vieux torpilleur Curtatone, qui précède le Sagittario, heurte une mine et explose: le navire de Cigala Fulgosi se rend rapidement sur les lieux du naufrage et, aidé par quelques bateaux conduits par des artilleurs allemands, récupère 22 naufragés, qu'il transborde ensuite sur le mouilleur de mines Rovigno. Rejoint également par quelques MAS (Motoscafo Armato Silurante), le Sagittario poursuit les recherches jusqu'à quatre heures de l'après-midi, puis il reprend la navigation. À 17h15, le navire mouille au large de Lávrio et attend les unités du convoi, divisées en deux groupes: le premier, venant du nord, arrive presque immédiatement (et à 17h45, le torpilleur embarque le capitaine de frégate (Fregattenkapitän) de la Kriegsmarine, le capitaine Von Lipinski), le second, venant de Mégare, est aperçu à 21h50, puis, dans les dix minutes qui suivent, le Sagittario va à sa rencontre, mettant ensuite le cap sur Milos avec en remorque un voilier à moteur ayant des problèmes de moteur. À cinq heures du matin du 21 mai, le convoi s'étant partiellement dispersé, le torpilleur doit retourner à Lávrio, où plusieurs voiliers à moteur en panne sont revenus, leur portant assistance et prenant certains d'entre eux en remorque. Finalement, le commandant Cigala Fulgosi décide de diviser le convoi en deux groupes, les navires les plus rapides avec le Sagittario et les plus lents dans un second groupe. À 12h40, le Sirio et le premier groupe jettent l'ancre au sud de Milos, en attendant les autres unités. Il est décidé de partir à 19h00 (heure à laquelle on pense que le deuxième groupe arriverait), laissant les unités plus lentes et endommagées à Milos et embarquant sur le Sagittario les troupes à bord de ces bateaux, mais à 16h00, Marisudest ordonne de rester à Milos pour la nuit, donc le torpilleur et les bateaux du premier groupe mouillent dans le port de Milos, rejoints entre-temps aussi par le deuxième groupe. À 18h50, toute la flottille est rassemblée dans la rade, et il s'avère possible de réparer toutes les avaries des différents bateaux, permettant ainsi de n'en abandonner aucun. Le 22 mai à 2h30, les unités partent pour La Canée, sur ordre de Marisudest, mais à 7h30, un contre-ordre les fait rebrousser chemin vers Milos. À 8h15, tous les navires du convoi prennent la nouvelle route.
A 8h35, des tirs anti-aériens provenant de navires éloignés sont aperçus: le commandant Cigala Fulgosi ordonne immédiatement une position de combat et amène le Sagittario entre le convoi et la formation ennemie, qui n'est pas encore visible, puis à 8h40, lorsque quelques silhouettes apparaissent, il envoie le signal de découverte. À 8h47, les navires se s'avèrent être trois croiseurs britanniques se dirigeant vers le sud: le Sagittario navigue sur tout le côté du convoi en le couvrant d'écrans de fumée, afin de le cacher des navires britanniques. À 8h53, les navires ennemis se dirigent vers le Sagittario et six minutes plus tard, le torpilleur italien, après avoir complété l'écran de fumée, se dirige vers la formation britannique, qui semble être composée de quatre croiseurs (les modernes croiseurs légers HMS Naiad (93) et HMAS Perth (D29) et les anciens croiseurs anti-aériens HMS Calcutta (D82) et HMS Carlisle (D67)) et de deux destroyers (en réalité, ils étaient trois : HMS Kandahar (F28), HMS Kingston (F64) et HMS Nubian (F36)) en position arrière. Ayant atteint 18 000 mètres, les unités britanniques se replient vers l'ouest et, à 9h03, à partir de 12 500 mètres, elles ouvrent le feu. De nombreux tirs sont tombés extrêmement près du navire - qui se dirige vers l'est pour être poursuivi par les navires ennemis et ainsi détourner leur attention de la flottille - mais aucun n'a touché. Lorsque la distance est réduite à 12 000 mètres, le Sagittario ouvre également le feu (cependant, après un certain temps, l'un de ses canons s'enraye), et à 9h06, le navire italien vire vers l'est pour tirer ses torpilles sur le deuxième croiseur: une minute plus tard, les deux torpilles de tribord sont tirées. À 9h14, on voit deux colonnes d'eau s'élever à la hauteur de la tour et au milieu du navire du second croiseur, que l'on voit disparaître dans une colonne de fumée d'une centaine de mètres de haut, après quoi le navire britannique semble s'évanouir, sombrant ainsi. Cette impression est faite par tout le personnel sur le pont du Sagittario, y compris le commandant allemand Von Lipinski, et aussi par l'équipage d'un vapeur à moitié détruit qui dérive dans les environs. Cependant, aucune unité britannique n'est coulée à cette occasion. L'un des croiseurs britanniques, le HMS Naiad, revient à Alexandrie avec deux tours inutilisées et sa vitesse limitée à 16 nœuds (30 km/h) maximum, mais les dégâts ne sont pas causés par les torpilles du torpilleur, mais par les attaques aériennes allemandes continues (depuis le bord du Sagittario, après le combat, on voit une colonne de fumée s'élever de la direction dans laquelle la formation britannique s'était éloignée et est ensuite attaquée par des Stukas). Le Sagittario, étant donné que la manœuvre de virer à l'est pour être poursuivi n'aboutissait pas, fait marche arrière pour continuer à s'interposer entre le convoi et les navires britanniques. À 9h23, les croiseurs britanniques, soit parce qu'ils ne savaient pas ce qui se cachait derrière l'écran de fumée, soit parce qu'ils craignaient qu'en cas d'attaques aériennes allemandes (qui se produisaient continuellement avant et après la bataille), ils ne seraient pas en mesure de se défendre, car leurs munitions étaient extrêmement faibles, soit à cause de la lenteur du HMS Carlisle et du HMS Calcutta, se replient vers le sud et se retirent,. L'un des destroyers - le HMS Kingston - ordonne au contraire d'attaquer le Sagittarius, qui réagit avec ses propres canons en le touchant à la troisième ou quatrième salve, causant quelques dégâts avec un tir sur le pont et un sur la cheminée. À 9h26, les croiseurs britanniques cessent le feu, bientôt imités par le HMS Kingston, qui tourne vers le sud et se retire à son tour. À 9 h 29, des bombardiers allemands Junkers Ju 87 "Stukas" attaquent les navires britanniques, mais certains avions attaquent également le navire italien, le confondant avec un navire britannique. Le Sagittario est soumis à cinq attaques aériennes, au cours desquelles il manœuvra à pleine vitesse, évitant les bombes, sans riposter et en montrant les drapeaux italien et allemand. Ainsi, à 9h40, les pilotes des Stukas, ayant atteint la sixième attaque, compriennent la nationalité du navire et cessent les attaques. À 9h55, le Sagittario revient vers les navires du convoi, dispersés mais tous intacts, et à onze heures, après que le regroupement des caïques et des steamers est terminée, il reprend la navigation vers Milos, avec le torpilleur à l'arrière de la flottille. A 12h15, le Sagittario, suivant les instructions de son navire-jumeau Alcione, quitte le convoi en vue de Milos et navigue à une vingtaine de milles nautiques (37 km) par 200° de l'île, où à 13h06 il trouve l'épave flottante d'un vapeur à moitié détruit par un destroyer ennemi. Le torpilleur commence à récupérer les naufragés, mais à 13h30 arrive l'ordre de revenir immédiatement à Milos. Cependant, Cigala Fulgosi ressent le besoin de compléter l'opération de sauvetage, qui se poursuit jusqu'à 13h50, lorsque, comme il n'y a plus personne en mer ou à bord de l'épave, le Sagittario commence son voyage de retour à une vitesse de 28 nœuds (52 km/h) (entre 14h02 et 14h07, deux autres naufragés sont aperçus et sauvés). Entre 14h20 et 14h27, le torpilleur s'arrête à nouveau et prend à son bord les sept occupants (trois Allemands et quatre Grecs) d'un canot de sauvetage appartenant au navire à vapeur coulé, parmi lesquels également le commandant de cette unité. Avec plus d'une centaine de survivants à bord, y compris les survivants du vapeur et les membres d'équipage d'un Stuka écrasé (trois des survivants sont morts à bord, en plus de celui qui est déjà secouru mort), à 15h15 le Sagittario, alors qu'il se trouve au large d'Andimilos, reçoit l'ordre de se diriger vers le Pirée à vitesse maximale et met ensuite le cap sur le port grec à 28 nœuds, s'amarrant à 18h42. Au cours de cette action en Crète, le navire a tiré un total de 23 salves pour un total de 56 tirs. Pour cette action, le commandant Cigala Fulgosi est décoré de la médaille d'or de la valeur militaire, tandis que la médaille d'argent de la valeur militaire est décernée au major du génie navale (Maggiore G.N.) Salvatore Grasso.
Toujours au cours de l'année 1941, le torpilleur est modifié avec l'élimination des inefficaces mitrailleuses de 13,2 mm et leur remplacement par huit canons de 20/65 mm,. En outre, deux autres lanceurs de charges de profondeur sont embarqués.

### 1942
A 4h26 du 8 février 1942 le Sagittario (commandé par le lieutenant de vaisseau (tenente di vascello) Lanfranco Lanfranchi), alors qu'il se trouve à la position géographique de 8° 41′ N, 20° 30′ E (à l'ouest des îles grecques de Leucade et Céphalonie), est pris pour un sous-marin et attaqué par le sous-marin britannique HMS Proteus (N29), qui tente de le torpiller. Le torpilleur réagit en manœuvrant pour éperonner l'unité ennemie, ce qui a entraîné une collision entre le sous-marin semi-immergé et le torpilleur, au cours de laquelle le HMS Proteus subit des dommages à ses gouvernails de profondeur et le Sagittario subit des dommages à sa coque, déchirée à certains endroits par ses gouvernails (les deux unités croient à ce moment-là qu'elles ont coulé l'unité ennemie),,,.
À sept heures et demie du soir du 11 août, le navire quitte Tobrouk pour escorter, avec le mouilleur de mines Selve, les vapeurs Sibilla et Albachiara vers Benghazi. Après avoir évité trois torpilles lancées par le sous-marin britannique HMS Taku (N38) à 12h51 le 13 août à la position géographique de 32° 30′ N, 20° 08′ E, le convoi arrive à bon port à 16h45 du même jour.
Le 14 août à 19 heures, le torpilleur appareille de Benghazi pour escorter le vapeur allemand Menes au Pirée, ainsi que son navire-jumeau Pallade. Le convoi arrive indemne le 17 août à 9h30, après avoir échappé à plusieurs attaques entre Benghazi et Souda et avoir évité - le 15 août à 8h07, à environ 90 milles nautiques (167 km) au nord-est de Benghazi - quatre torpilles lancées par le sous-marin HMS Taku.
A 12h58 du 19 octobre 1942, le Sagittario escorte le pétrolier Saturno et les vapeurs Capo Orso, Beppe et Titania ainsi que les destroyers Ascari, da Noli, da Verrazzano, Oriani et Gioberti (le convoi est parti deux jours plus tôt à 17 heures), lorsque le convoi est attaqué par le sous-marin britannique HMS Unbending (P37), qui lance quatre torpilles. Touché, le da Verrazzano coule après une tentative de remorquage infructueuse, à la position géographique de 35° 12′ N, 12° 05′ E. Le Sagittario récupère l'équipage. Plus ou moins en même temps que le da Verrazzano, le vapeur Beppe est également touché par une torpille lancée par le HMS Unbending et coule à 13h45, à environ 28 milles nautiques (52 km) au sud-ouest de Lampione, à la position géographique de 35° 52′ N, 12° 05′ E.
Le 30 novembre, à onze heures du soir, le navire quitte Naples pour escorter vers Tripoli, avec les torpilleurs Lupo, Ardito et Aretusa, le convoi " C ", formé par les vapeurs Chisone, Veloce et Devoli. Vers huit heures du soir du 2 décembre, le convoi est attaqué par quatre bombardiers-torpilleurs Fairey Albacore des 821e et 828e escadrons (821° - 828° Squadron) de Malte. Le Aretusa et le vapeur Veloce abattent deux bombardiers-torpilleurs avec leurs mitrailleuses, mais à 20h15, le Veloce est touché par une torpille qui l'enflamme. Le torpilleur Lupo reste sur place pour porter assistance, tandis que le reste du convoi poursuit sa route vers sa destination. Entre 23h30 et minuit, le Lupo et le Veloce sont attaqués par la Force K britannique et coulés après un combat acharné. Le reste du convoi arrive à Tripoli à 19 heures le 3 décembre.
Le 21 décembre à 7 heures du matin, le navire reprend la mer avec son navire-jumeau Calliope pour une mission de ratissage anti-sous-marin au large de la Tunisie, mais le temps se dégrade jusqu'à ce qu'à 11h30 la mer soit agitée et à 13h le Sagittario doit rentrer au port à cause de pannes de moteur.

### 1943
Le 10 avril 1943, lors d'une attaque aérienne au cours d'une mission d'escorte de convoi, le torpilleur est touché avec quelques pertes parmi l'équipage.
Dans la soirée du 26 avril, le Sagittario quitte Pozzuoli sous le commandement du capitaine de corvette (capitano di corvetta) Antonio Cordero di Montezemolo pour escorter un navire à vapeur vers Bizerte,. Le 27 avril, peu après midi, le torpilleur est attaqué et mitraillé par 25 chasseurs-bombardiers: trois hommes sont tués et vingt autres blessés. À 13h40, les vedettes-torpilleurs (Motor torpedo boat ou MTB) britanniques MTB 633, MTB 637 et MTB 639 attaquent le convoi, brûlant et coulant le petit dragueur de mines auxiliaire R 32 Impero. Le Sagittario ouvre le feu et détruit le MTB 639, mettant les deux autres en fuite après en avoir endommagé un,,. À 14h45, le convoi est brisé par 40 chasseurs-bombardiers: en manœuvrant à vitesse maximale, le Sagittario parvient à éviter les dommages. À 16h35, à une heure de Bizerte, la formation est bombardée par 40 bombardiers Consolidated B-24 Liberator. Malgré cette série d'attaques, le Sagittario arrive au port presque indemne.
Au cours de l'été 1943, le Sagittario est basé à Naples et fait partie du Ier escadron de torpilleurs (avec le Aretusa, le Lince, le Sirio, le Clio et Cassiopea).
Lorsque l'armistice est annoncé le 8 septembre 1943 (armistice de Cassibile, Sagittario se trouve à Pula. Avec le cuirassé Giulio Cesare et la corvette Urania, le torpilleur quitte la base d'Istrie à 16 heures le 9 septembre 1943, se dirigeant d'abord vers Kotor (où le Cesare dot se ravitailler) puis, à la suite de nouveaux ordres, vers Tarente,. Juste à l'entrée du port de Pula, un sous-marin allemand (U-boot) est en embuscade pour torpiller le Cesare. Le Sagittario, ayant repéré le sous-marin, manœuvre pour l'éperonner et empêche l'exécution correcte du lancement de la torpille, qui manque le cuirassé et explos contre les rochers du rivage. Les navires rejoignent ensuite Tarente sains et saufs.
Toujours en septembre 1943, le Sagittario participe à des missions d'évacuation des troupes italiennes de Corfou, assiégées par les Allemands.

### De la cobelligérance aux dernières années
Pendant la cobelligérance (1943-1945), le torpilleur effectue des missions d'escorte des navires marchands alliés.
Le 27 novembre 1943, à sept heures du soir, le navire quitte Tarente pour Augusta à une vitesse de 18 nœuds (33 km/h) avec son navire-jumeau Calliope, arrivant dans le port sicilien à dix heures du matin le lendemain.
Pendant la Seconde Guerre mondiale, de 1940 à 1945, le Sagittario a effectué un total de 342 missions de guerre.
Après la guerre, l'unité fait partie des navires laissés à l'Italie par le traité de paix et passe donc à la Marina Militare (marine militaire italienne).
De 1947 à 1953, il est employé dans la mer Adriatique, avec des fonctions de lutte contre la contrebande et de surveillance de la pêche.
En 1949, le Sagittario est reclassé en corvette rapide et subit d'importants travaux de modernisation, qui impliquent l'élimination d'un canon de 100/47 mm et de 4 tubes lance-torpilles, tandis que 6 mitrailleuses de 40/39 mm et un lanceur anti-sous-marin "Porcospino" sont embarqués. 
Après l'entrée de l'Italie dans l'Organisation du traité de l'Atlantique nord (OTAN), le navire reçoit également en 1953 le nouveau code d'identification F 557'. Entre 1952 et 1953, le Sagittario est transformé pour des expériences d'armement.
Le navire prend également part à des exercices avec des unités de l'OTAN.
Le 29 juin 1954, le Sagittario, avec à son bord l'amiral De Pace, participe, avec les dragueurs de mines Faggio et Daino, à l'immersion de la statue du Christ des Abysses dans les eaux de la baie de San Fruttuoso de Camogli.
En 1959, il assume le rôle de navire de soutien du Service sanitaire de la Marina Militare (Marina Militare Servizio Sanitario ou MM. SS.), un rôle qu'il conserve jusqu'à sa radiation.
Dernier de la classe à être déclassé, le 1er octobre 1964, le vieux Sagittario est envoyé à la démolition.

### Commandants
- Capitaine de corvette (Capitano di corvetta) Edoardo Greppi (né le 28 novembre 1906) (juin - décembre 1940)
- Lieutenant de vaisseau (Tenente di vascello) Cigala Fulgosi (né à Plaisance le 25 juillet 1910) (décembre 1940 - juillet 1941)
- Lieutenant de vaisseau (Tenente di vascello) Lanfranco Lanfranchi (né à Venise le 5 octobre 1910) (juillet 1941 - juillet 1942)
- Capitaine de corvette (Capitano di corvetta) Vittorio Barich (né à Trieste le 14 novembre 1910) (lug de Sciaralgennaio - janvier 1943)
- Capitaine de corvette (Capitano di corvetta) Marco Notarbartolo di Sciara (né à Venise le 11 janvier 1902) (janvier - avril 1943)
- Capitaine de corvette (Capitano di corvetta) Antonio Cordero di Montezemolo (né à Mondovì le 13 juin 1908) (avril - septembre 1943)

## Sources
- (it) Cet article est partiellement ou en totalité issu de l’article de Wikipédia en italien intitulé « Sagittario (torpediniera) » (voir la liste des auteurs).